# 日本國鐵24系客車

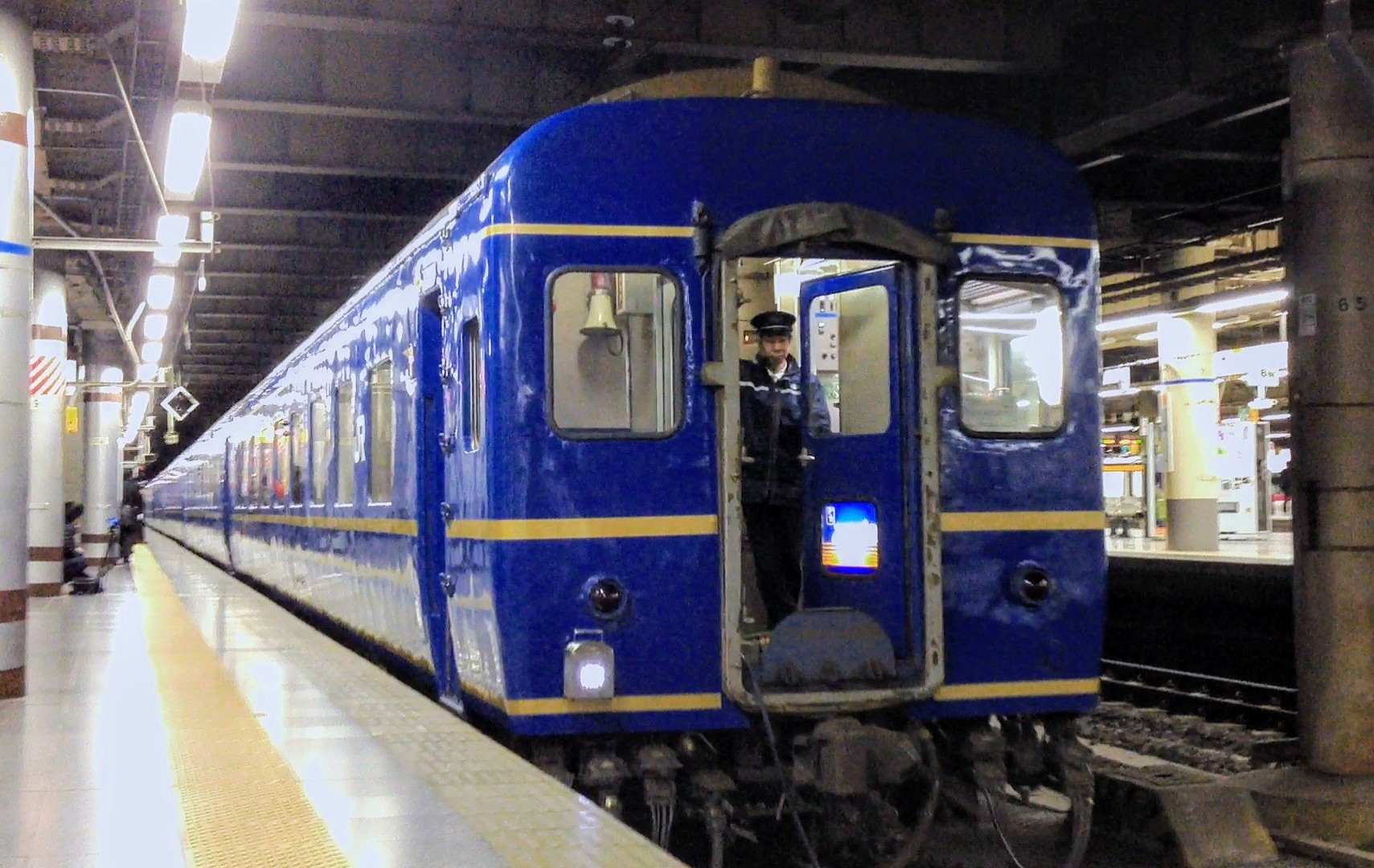
使用國鐵24系客車的特急列車
「曙號」(2014年3月)

日本國鐵24系客車（日语：／ Kokutetsu 24-kei kyakusha）是日本國有鐵道所設計及製造的臥鋪客車之一。此系列客車曾於1975年獲得日本鐵道友之會第15屆的桂冠獎。24系客車於1973年至1980年間量產，1980年代中期起陸續發展並改造包廂等車，讓此型客車有繁多的車種。在21世紀，雖然已停駛不少臥鋪列車，但此型車仍是臥鋪列車的主力車種之一。

## 開發經過
日本國鐵從1971年起，開發了14系客車做為臥鋪客車，此系列客車的服務電源供應採分散式設計，發電用的柴油引擎發電機安裝於車廂地板下方。
但是，1972年11月6日在福井縣敦賀市的北陸隧道內發生火災事故，造成30人死亡、714人受傷後，14系客車的發電機設置方式遭到質疑不利於防火，因此停止此系列列車的製造。
24系客車以14系客車為藍本，加強防火設計，並將服務電源供應從分散式改為與20系客車一樣的集中式設計，即柴油引擎發電機安裝於一台獨立的電源車。並在車廂的山側及海側各裝有一組三相交流供電電纜。

## 车辆简介

### 24系
24系客车是1973年（昭和48年）制造的最早车型。其A型卧铺、B型卧铺和餐车车厢与14系的设计所差无几，但导轨的扶手有所缩短，同时从车门移到了车身侧面的正中间。车内设备也与14系基本相同，但床架由玻璃钢改为了铝材，使整节车厢更具阻燃性。1974年，24系客车生产线转为生产24系25型客车，因此24型客车共仅生产了118台。为与25型客车区分，24系客车之后也被称为「24系24型客车」。

### 24系25型
24系25型客车是24系24型的小改型，于1973年下半年开始制造。由于生产时山阳新干线冈山站至博多站区间即将开通，而且两地之间的航班亦日趋密集，预计乘坐卧铺特快的乘客数量可能减少，所以这一车型的定员数量有所减少，但是提高了列车的舒适性。B型卧铺车由之前的3级卧铺改为2级卧铺。1974年4月（昭和49年），这一型号的列车首次投入使用。
1975年，24系25型客车获得了由日本铁道粉丝俱乐部颁发的第15届桂冠奖。

## 新制车

### A型卧铺车厢

#### Orone 24型

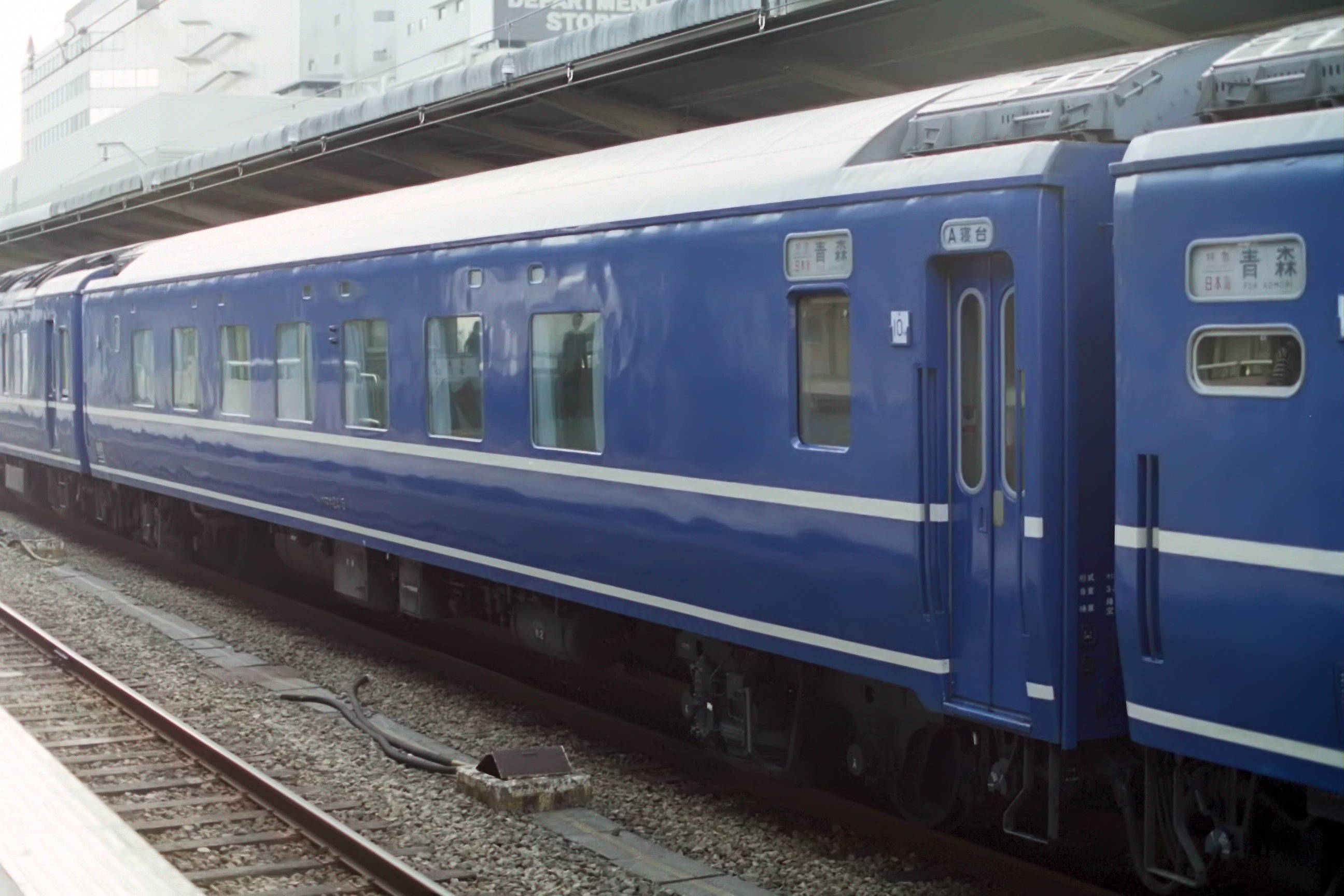
Orone 24型5号车厢

0番台 (1-9号车厢)
开放式房间型卧铺。车身结构和Orone 14型基本相同，车尾设有吸烟室和更衣室。。2013年3月19日，Orone 24 5号车厢报废；这是最后报废的一节Orone 24型卧铺车厢。

#### Orone 25型

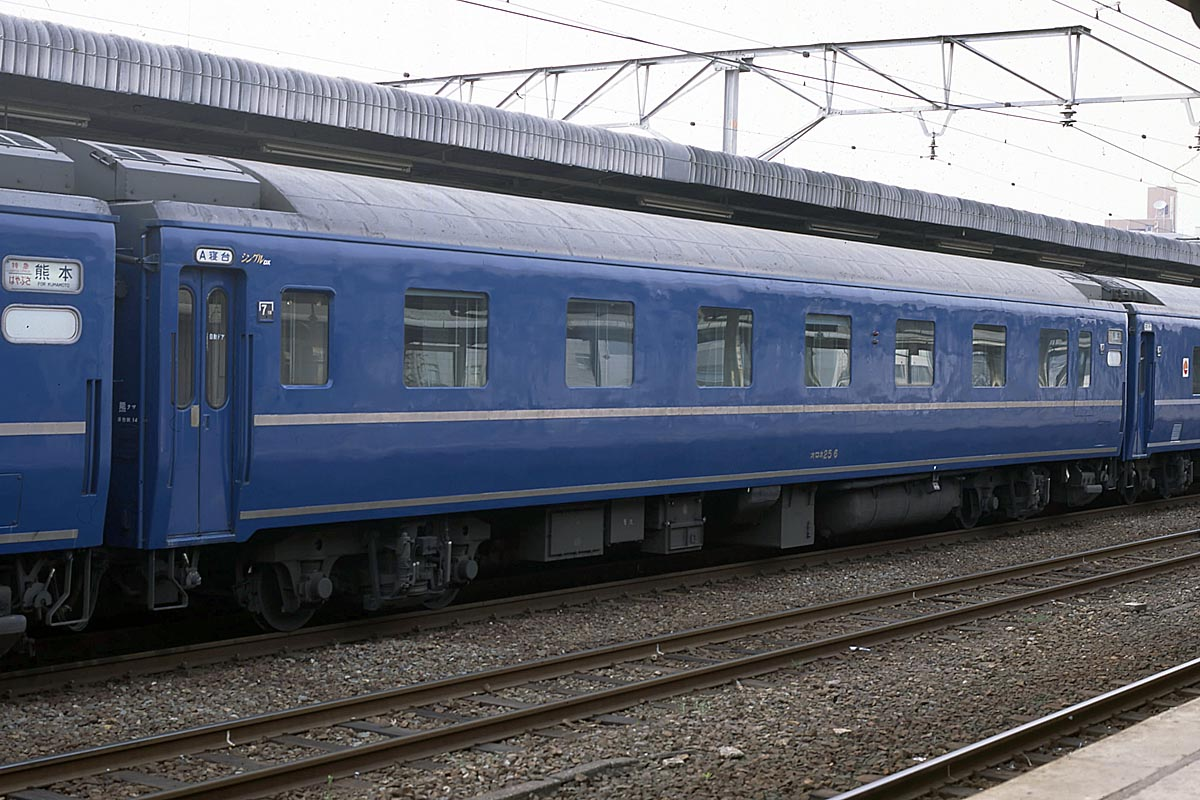
Orone 25型6号车厢

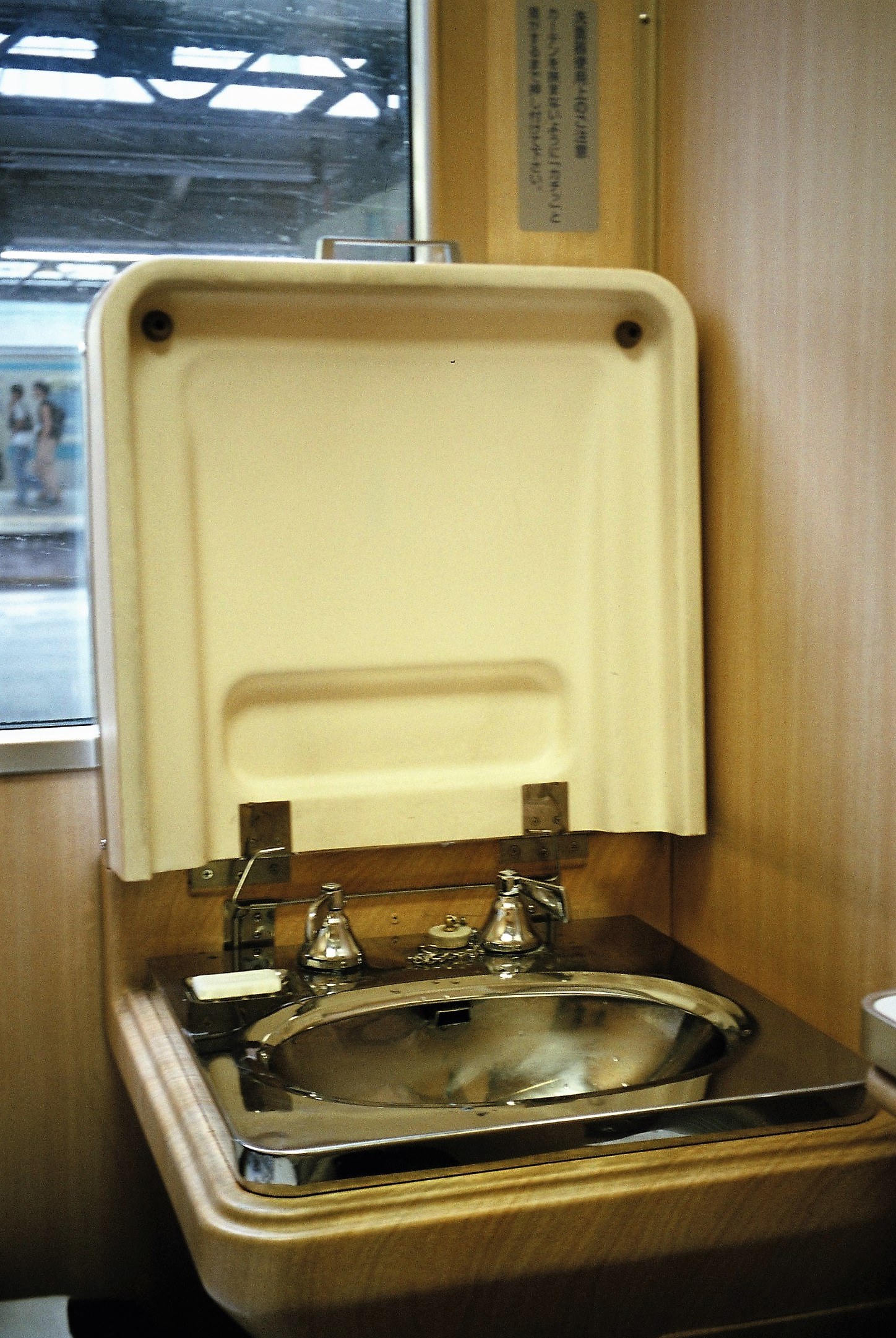
洗面台

0番台 (1-12号车厢)
用于东京站往返九州、山阴两地之铁路的非开放式私人卧铺车厢；每节车厢配有14个单人卧铺，每一个包间都配有洗面台。有3节此型号车厢之后改造为700番台，还有3节之后转交给了东日本旅客铁道，剩余的6节转交给了九州旅客鐵道。2021年3月1日，最后一节Orone 25型车厢被报废。

### 3段式B型卧铺车厢

#### Ohane 24型
此型号车厢是24系客车的基本车厢。
0番台 (1-67号车厢)
于1973年新制的B型卧铺车厢。最初定员数量为48位，在2段化改造后减少为32名；车体以14系列车为标杆制造。2015年11月，此型号车厢全部报废。

#### Ohanef 24型
此型号车厢是24系客车的基本制动车厢。
0番台 (1-27号车厢)
1973年制造的车厢；生产时定员数量为45人，2段化改造后降低至30人。车体与Suhanev 14型相似。1977年（昭和52年），16-18三节车厢并入14系列，动力发动机和发电机安装在地板下，改编为Suhanev 14型101 --103车厢。2015年11月，此型号车厢全部报废。

### 2段式B型卧铺车厢

#### Ohane 25型
0番台 (1-91号车厢)

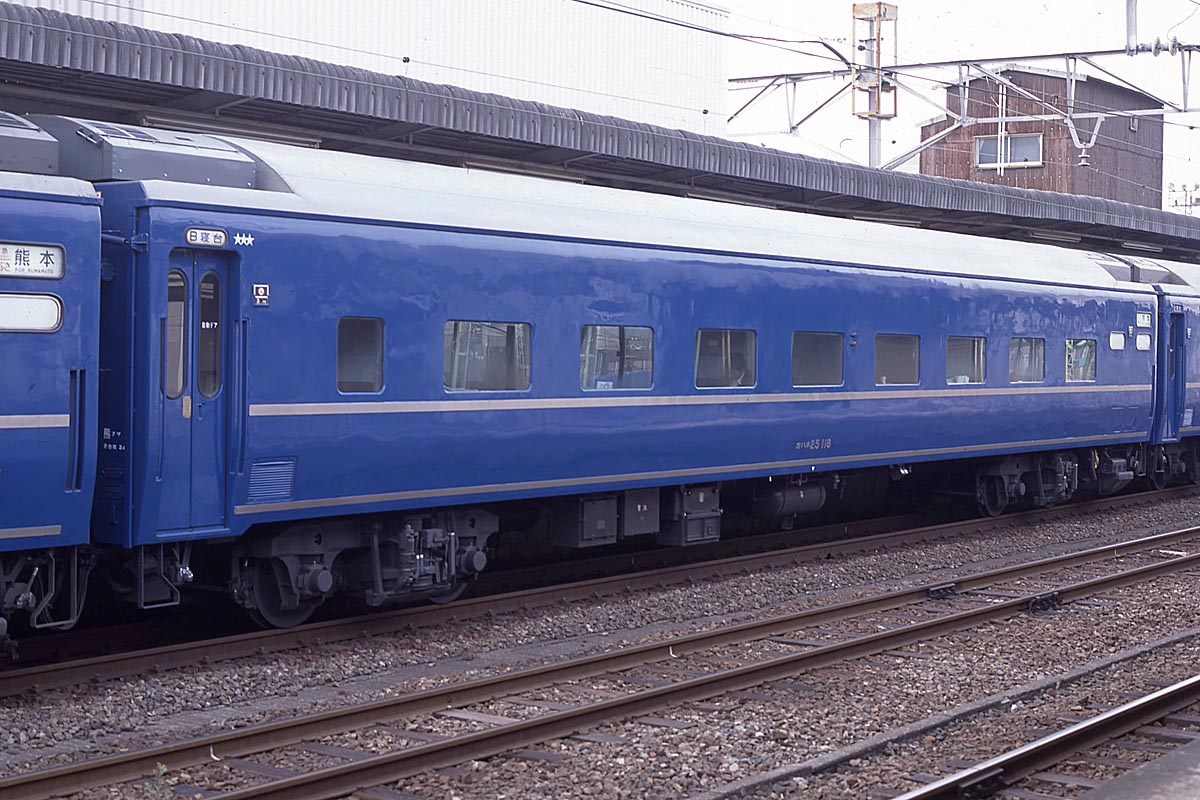
Ohane 25型118号列车

由Ohane 24型列车2段化改造而来的新型B型卧铺车厢。此型号车厢是24系25型列车所采用的车厢；上铺配有可通过按钮进行操作的升降装置。2016年3月，此型号车厢全部报废。
100番台 (101-246号车厢)
将上铺固定以节省劳动力的车厢型号；床边窗的垂直尺寸比0番台要小得多。2016年5月，此型号车厢全部报废。

#### Ohanef 25型
此型号车厢为24系25型客车的2段式B型卧铺制动车厢，于2015年11月全部报废。

## 终止运营
20世纪90年代中期日本国铁私有化后，仍在线上的24系客车数量逐年减少。2014年，「曙」号列车的常规服务于3月结束，此后临时增开的“曙”号列车于2015年1月停止运营；至此，所有车辆停止运营。
2013年，24系25型客车仍在线上运行的仅剩“北斗星”号、“星光快速”号、“曙”号和特快“滨奈”号。2015年3月，「北斗星」号和「星光快速」号列车不再担当常规线路的周转。之后「北斗星」号仍会不定期担当一些临时列车的工作，而「星光快速」号则不定期执行往返京都、大阪和下关的任务；同年8月22日起，该车完全停运。。2016年3月21日，「星光快速」号列车终止运营。「滨奈」号列车是最后仅剩的一辆24系25型客车；其于2016年3月22日到达札幌站之后正式终止运营。至此，24系客车全部停止了运营。